# Ochthebius andraei
Ochthebius andraei är en skalbaggsart som beskrevs av Breit 1920. Ochthebius andraei ingår i släktet Ochthebius och familjen vattenbrynsbaggar.

## Underarter
Arten delas in i följande underarter:
- O. a. andraei
- O. a. explanatus